# Winnipeg
Winnipeg (AFI: [ˈwɪnɪpɛɡ]; ) è la capitale e la città più popolosa della provincia canadese del Manitoba, possedendo oltre la metà della popolazione del territorio. Situata sul margine orientale della regione delle Praterie canadesi, Winnipeg svolge un ruolo importante nel campo dei trasporti, della finanza, dell'industria, dell'agricoltura e dell'istruzione; è inoltre un nodo fondamentale del traffico autostradale e ferroviario fra est e ovest del Canada, e per questo è definita la «porta dell'ovest».

## Geografia antropica
Winnipeg si estende per 464,01 km², l'area urbana invece per 448,92 km², l'area metropolitana invece per 5302,98 km².

## Geografia fisica

### Territorio
La città si trova prossima al centro geografico del Nord America, alla confluenza del Red River del Nord e del fiume Assiniboine. Nei dintorni di Winnipeg si trovano centinaia di piccoli e grandi laghi, tra cui i principali sono il Lago Winnipeg, il Lago Manitoba e il Lago dei Boschi. Il Lago Winnipeg è il più grande lago contenuto interamente entro i confini del Canada meridionale. La maggior parte del territorio è ricoperto di neve da metà novembre fino a metà marzo.

### Clima
Winnipeg ha un clima continentale; l'inverno è generalmente secco con temperature inferiori a 0 °C. Durante l'inverno, per un periodo che può raggiungere i due mesi, la temperatura può scendere sotto i −20 °C. La temperatura più fredda registrata (−47 °C) risale al 24 dicembre 1879. Di contro, Winnipeg è classificata come una delle città più soleggiate del Canada: per almeno 45 giorni all'anno la temperatura percepita supera i 30 °C. L'estate può essere molto umida. La temperatura più alta misurata è di 42,2 °C e risale all'11 luglio 1936. La primavera e l'autunno sono stagioni corte; ciascuna in media dura poco più di sei settimane. Il clima in queste stagioni è molto variabile. Nel mese di aprile, la temperatura varia da −26,3 °C a 34,3 °C, e in ottobre da −20 °C a 30,5 °C. In primavera e autunno, ondate di calore, così come le nevicate, sono una caratteristica costante del clima. Winnipeg è conosciuta anche per essere una città ventosa. Tuttavia, Regina, Hamilton e Saint John's lo sono di più. Anche se i tornado sono di solito non comuni a Winnipeg, un tornado, classificato F5 nella scala Fujita, ha colpito Elie, Manitoba, (a soli 40 km a ovest di Winnipeg) nel 2007. Questo è stato il più forte tornado mai registrato in Canada. Winnipeg è anche soggetta a inondazioni in primavera. Il Red River ha provocato gravi inondazioni nel 1950, 1997 e 2009; per proteggere la città è stato costruito nel 1968 uno scolmatore.

## Storia
La città ha origine dal forte fondato nel 1738 dal francese Pierre de La Verendrye. Divenne poi la sede di una stazione commerciale della Compagnia della Baia di Hudson. La città, il 19 febbraio 1942, fu teatro di un'esercitazione, volta anche alla raccolta fondi per la guerra, chiamata If Day.

## Cultura

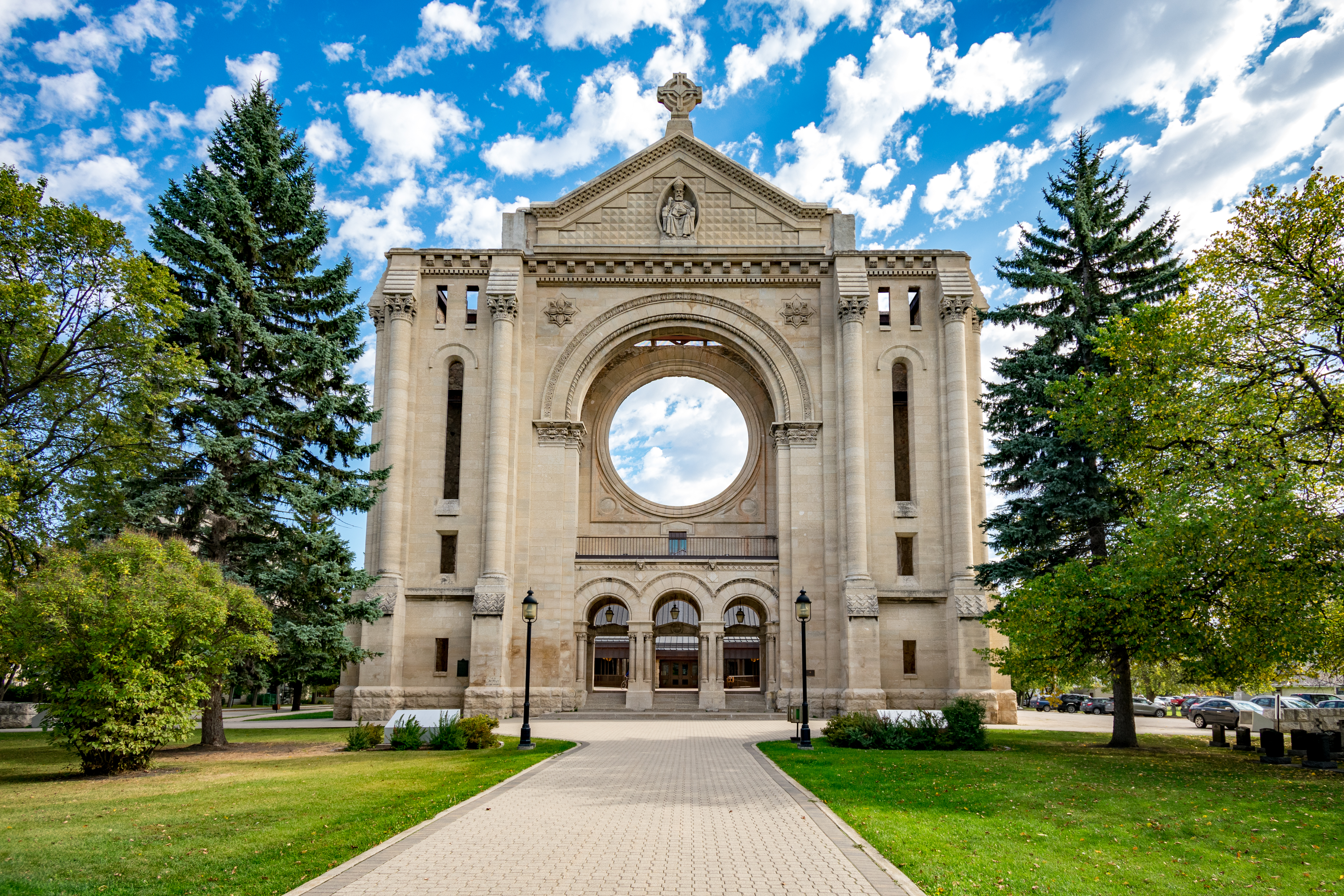
La cattedrale cattolica di San Bonifacio a Winnipeg

La città è un centro culturale e vi hanno sede la Royal Winnipeg Ballet e la Winnipeg Symphony Orchestra. Winnipeg ospita altresì gli archivi della Compagnia della Baia di Hudson.
Winnipeg è sede di Università.
In città si trova anche il Museo canadese dei diritti umani, istituito nel 2008.
Dalla città prende inoltre il nome (abbreviato in Winnie) l'orsetto da cui prende a sua volta il nome il personaggio Winnie the Pooh.

## Amministrazione

### Gemellaggi
- Setagaya, dal 1970
- Reykjavík, dal 1971
- Leopoli, dal 1973
- Manila, dal 1979
- Taichung, dal 1982
- Kuopio, dal 1982
- Be'er Sheva, dal 1984
- Chengdu, dal 1988
- Jinju, dal 1992
- San Nicolás de los Garza, dal 1999
- Trapani, dal 2011

## Infrastrutture e trasporti
La città è servita dall'Aeroporto Internazionale di Winnipeg James Armstrong Richardson.
Nel 2024, Winnipeg ha avviato un ambizioso piano infrastrutturale che si allinea con le priorità strategiche della città, come la riduzione della povertà e l'azione climatica. Questo piano è concepito come una roadmap decennale per mantenere un servizio sostenibile e accessibile.
Parallelamente, il progetto immobiliare Southwood Circle, valutato 6 miliardi di dollari, prevede la creazione di una comunità che ospiterà circa 20.000 persone, con 11.000 unità abitative e ampie aree commerciali. Questo sviluppo mira a trasformare l'area vicino all'Università del Manitoba in una delle più grandi comunità residenziali di Winnipeg.

## Sport
La città ha ospitato due edizioni dei Giochi panamericani nel 1967 e nel 1999.
La città ospita le squadre dei Winnipeg Jets, che militano nella National Hockey League, e dei Winnipeg Blue Bombers, che militano nella Canadian Football League. Lo sport di livello universitario è rappresentato dai Bisons dell'Università del Manitoba e dagli Wesmen dell'Università di Winnipeg.

## Galleria d'immagini

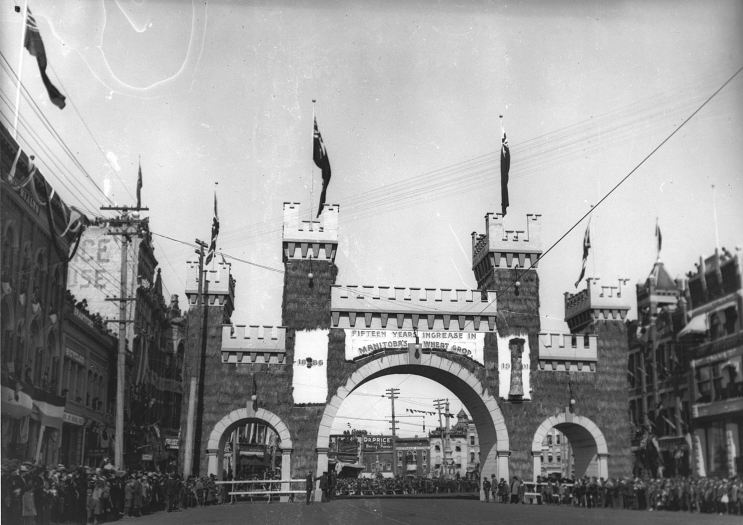
Il Royal Arch nel 1901
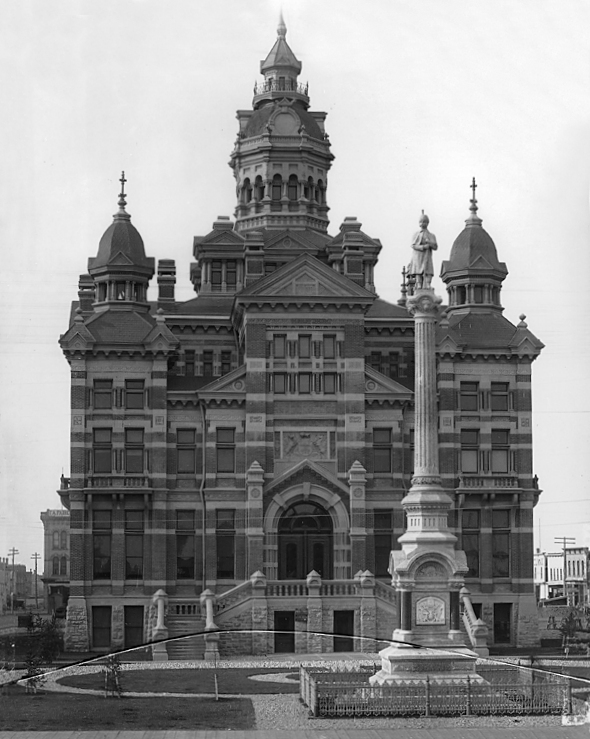
Municipio, 1873
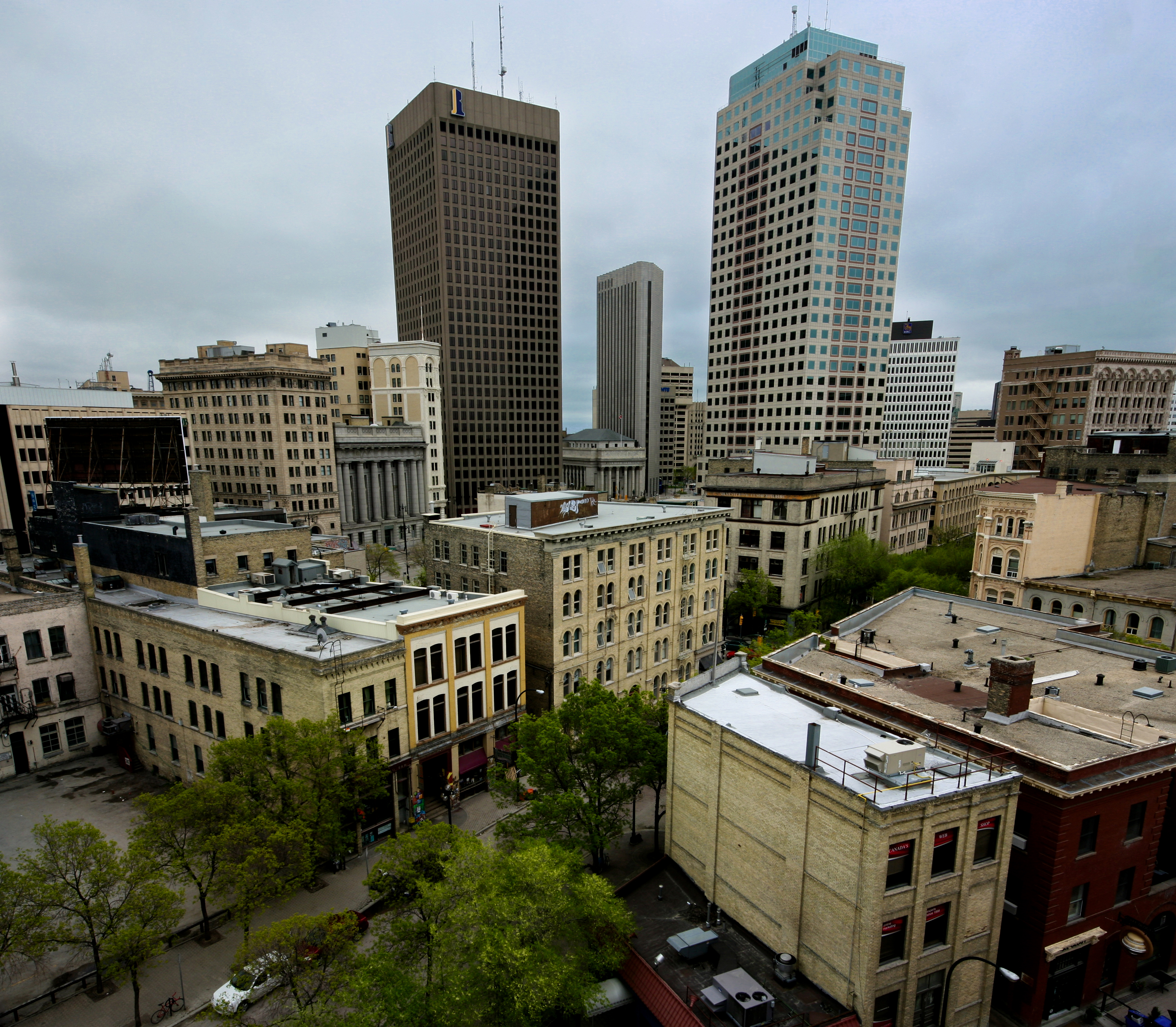
Centro cittadino
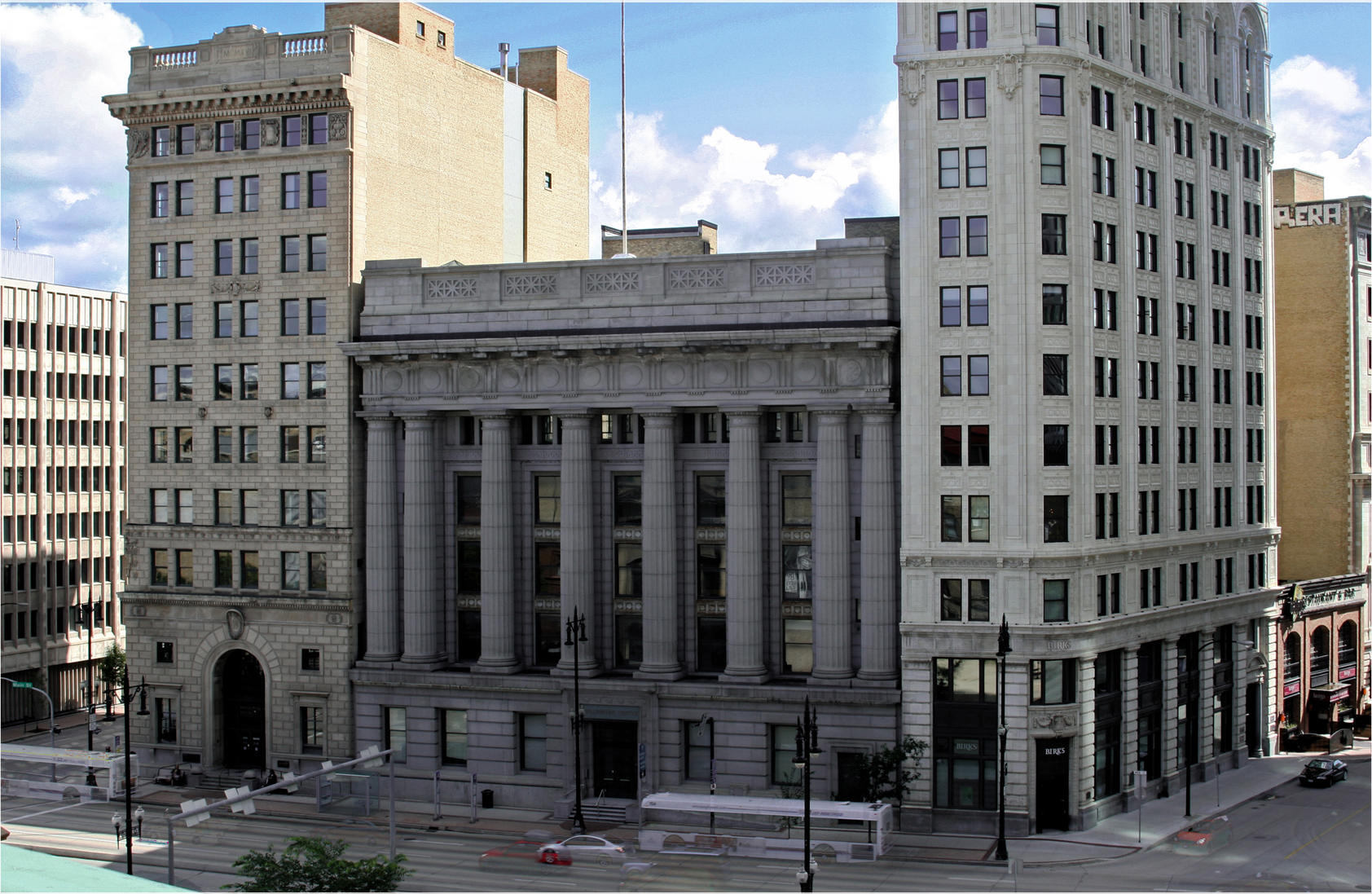
La banca di Winnipeg, la Main Street
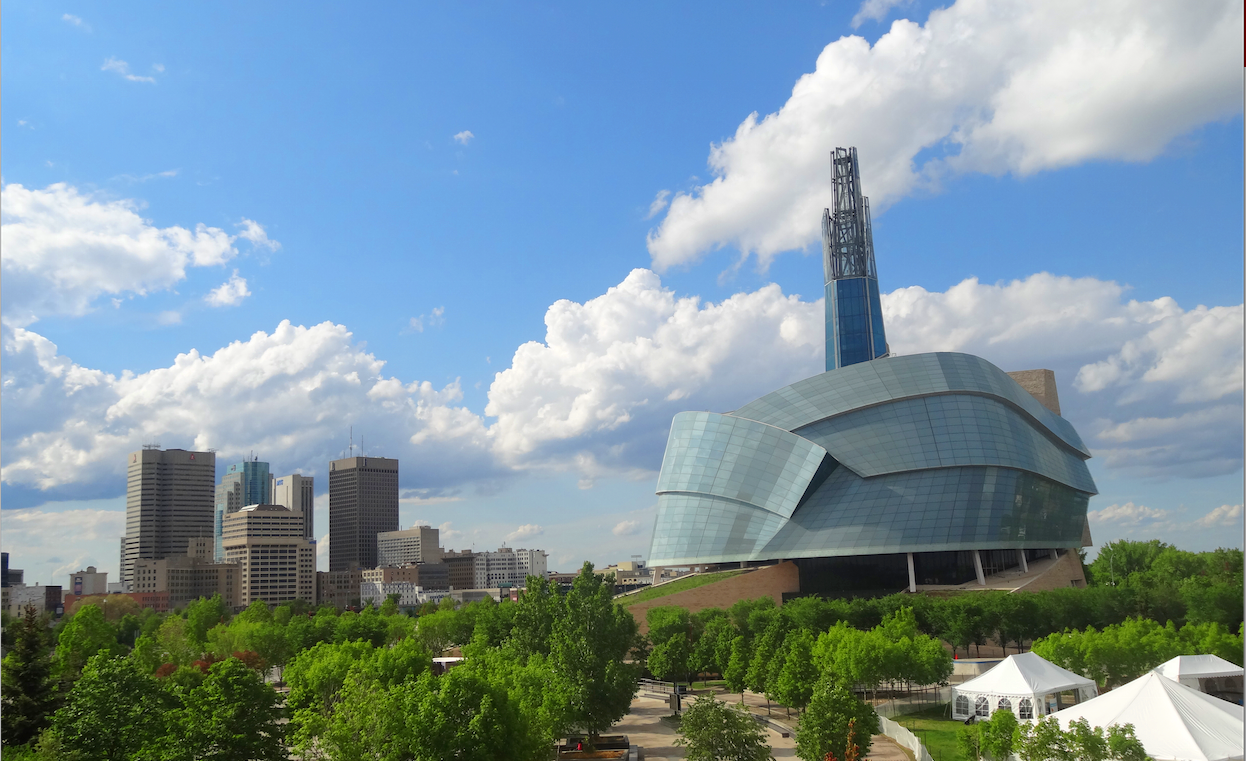
Il Canadian Museum of Human Rights
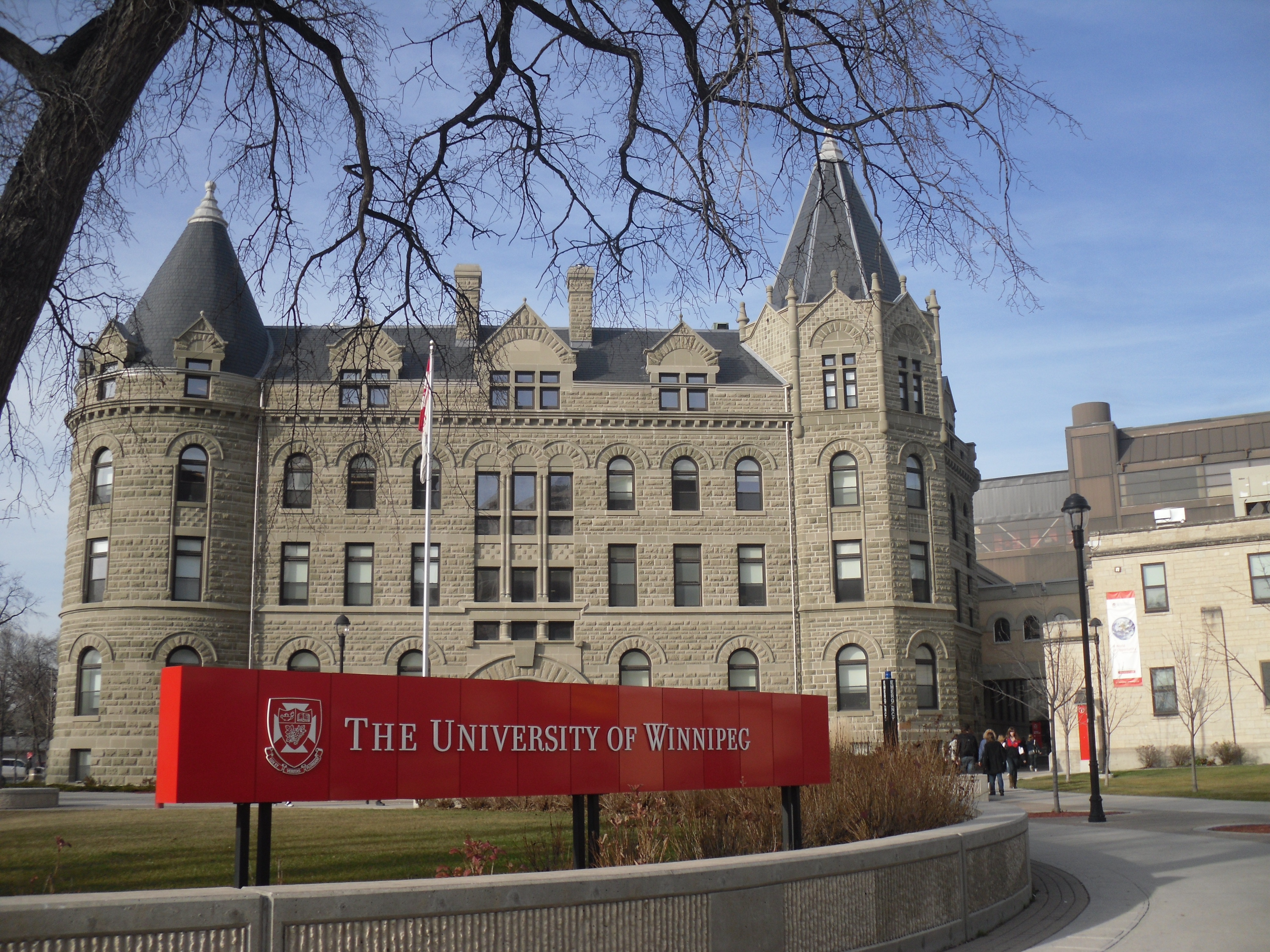
Università di Winnipeg
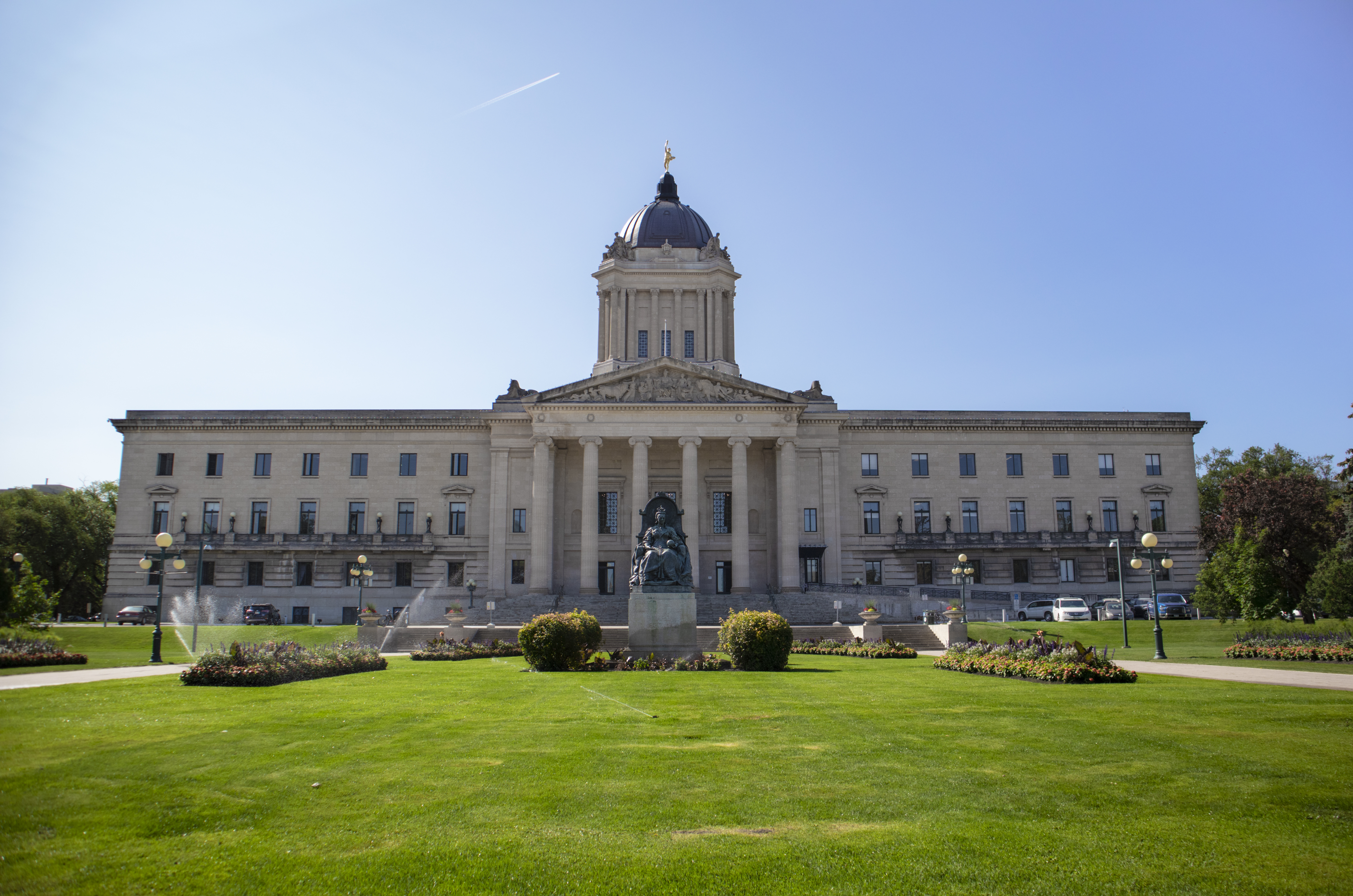
Manitoba Legislative building